# Carl Sigismund von Greiff
Carl Sigismund Fromhold von Greiff Pomp, född 1 januari 1793 i Romfartuna socken, död 29 juli 1870 i Remedios, Antioquía, Colombia, var en svensk-colombiansk, militär, svensk-norsk vicekonsul, gruvingenjör, geograf och gruvdirektör.
Han var son till Johan Ludvig Bogislaus von Greiff och Maria Margareta Pomp (1766-1806) som var dotter till brukspatron Zacharias Pomp samt från 1825 gift med Lovisa Petronella Faxe (1797-1860) som var dotter till biskopen i Lund Vilhelm Faxe och Agneta Sofia Lindman. Paret fick fyra barn samtliga födda i Colombia. Han var bror till Maria Lovisa von Greiff och svåger till Carl Ulric von Hauswolff.
von Greiff blev student vid Uppsala universitet 1806 och valde sedan den militära karriären och var kadett vid Krigsakademien på Karlberg 1807 och utexaminerades därifrån 1809. Han blev fänrik på extra stat vid andra livgardet 1908 och stabsfänrik där under hösten samma år. Han erhöll graden fänrik 1810 och fick samma år avsked med tillstånd att såsom fänrik kvarstå i armén. Han blev löjtnant vid Södra skånska infanteriregementet 1811 och kapten i generalstaben 1821. Han fick avsked från löjtnantsbeställningen 1833. 
Han blev övertalad av sin svåger Carl Ulric von Hauswolff att åka till Sydamerika för att vara med i exploatering av de colombianska guldfyndigheterna. von Hauswolff lyckades även få med ingenjör Peter Nisser i exploateringsprojektet. Vid framkomsten till Colombia 1825 visade det sig att den inmutade guldgruvan blivit tömd av indianer och ortens präst. von Hauswolff återvände till Sverige 1832 men hans hustru Maria Lovisa, ingenjör Nisser och Carl Sigismund von Greiff stannade kvar i Colombia.
Eftersom exploateringsprojektet misslyckades tog han på sig stora entreprenadarbeten och fick utföra stora vägbyggen för den Colombianska regeringens räkning. Han var svensk-norsk vicekonsul i Bogotá från 1844 till sin död, och blev 1863 generaldirektör för provinsen Antioquías offentliga service; han var dessutom direktör för ett stort engelskt gruvbolag. Som gruvingenjör revolutionerade han gruvtekniken i Colombia och han blev grundaren av en mycket inflytelserik dynasti i Colombias kulturella, vetenskapliga och politiska liv.
En vetenskaplig avhandling om honom utgavs i Medellín 1898, och hans egna memoarer som  nedtecknades 1835 utgavs 1955 av ättlingen Luis de Greiff Bravo.
Enligt hans egna självbiografiska anteckningar studerade han vid Uppsala universitet, där han tog examen som ingenjör. Han var som militär delaktig i det finska kriget och när kriget upphörde ägnade han sig åt att undervisa i taktik och strategi samt att skriva inlägg om svensk militärhistoria för olika tidningar och böcker. Efter att han utvandrat till Colombia 1825 arbetade han som bergsingenjör med geodetiska undersökningar för firman B. A. Goldsmith. Medan han besökte sin syster i Medellín 1826 gick företaget i konkurs och han bestämde sig då för att ägna sig åt gruvdrift i guldregionen Antioquía. 
År 1830 introducerade von Greiff användning och tillverkning av stampkvarnar eller munstycken till de malmrika gruvdistrikten Anorí och Amalfi i nordöstra Antioquía, som möjliggjorde att man kunde avsevärt öka produktionen av guldmalm. Från 1863 till sin död 1870 tjänstgjorde han som gruvdirektör för gruvorna i Compañía Inglesa de Frontino y Bolivia Ltda. Mellan 1845 och 1848 ledde han byggandet av vägen från Murindó till Urabá (Don Carlos väg), som bland annat förbinder Medellín med Darién. Till hans ättlingar hör poeten León de Greiff, musikvetaren Otto de Greiff, vetenskapsmannen Jorge Arias de Greiff, den tidigare justitieministern Gustavo de Greiff och den tidigare ministern Mónica de Greiff samt Pablo González de Greiff.